# Dražen Petrović
Dražen Petrović (Šibenik, 22 de outubro de 1964 – Denkendorf, 7 de junho de 1993) foi um basquetebolista croata da Iugoslávia. Ele inicialmente alcançou sucesso jogando basquete profissional na Europa na década de 1980, antes de ingressar na National Basketball Association (NBA) em 1989.
Estrela em múltiplas etapas, Petrović conquistou duas medalhas de prata e uma de bronze nos Jogos Olímpicos, uma de ouro e uma de bronze na Campeonato Mundial de Basquetebol Masculino, uma de ouro e uma de bronze no EuroBasket e dois títulos da EuroLeague. Ele representou a Seleção Jugoslava e, mais tarde, a Seleção Croata. Ele ganhou quatro Euroscars e foi nomeado Mr. Europa duas vezes. Em 1985, ele recebeu o prêmio Golden Badge de melhor atleta da Iugoslávia.
Buscando uma arena maior após o início de sua carreira na Europa, Petrović ingressou na NBA em 1989, como membro do Portland Trail Blazers. Depois de ser reserva naquele ano, Petrović experimentou um grande avanço após uma troca para o New Jersey Nets. Nos Nets, ele se tornou um dos melhores Ala-armador da liga. A carreira e a vida de Petrović foram interrompidas depois que ele morreu em um acidente de carro aos 28 anos. Ele recebeu a Ordem Olímpica em 1993.
Petrović é considerado a parte crucial da vanguarda do influxo maciço atual de jogadores europeus na NBA. A camisa 3 de Petrović foi aposentada pelos Nets em 1993, e em 2002, ele foi postumamente consagrado no Basketball Hall of Fame. Em 2013, ele foi eleito o melhor jogador da história do basquete europeu pelos jogadores no EuroBasket de 2013.

## Primeiros anos
Nascido em Šibenik, Jugoslávia, Dražen Petrović foi o segundo filho de Jovan "Jole", um oficial de polícia, e Biserka, uma bibliotecária. Seu pai, de etnia sérvia, nasceu em Zagora, na Bósnia e Herzegovina. Sua mãe nasceu perto de Šibenik, e era de uma família conservadora tradicional croata.
O filho mais velho do casal, Aleksandar, foi o primeiro a jogar basquete. Os irmãos Petrović são primos em segundo grau do jogador de basquete sérvio Dejan Bodiroga.

### Šibenka
Com 13 anos, Petrović começou a jogar nas divisões de base do KK Šibenik; aos 15 anos, ele já estava na primeira equipe e o clube ganhou um lugar na primeira divisão jugoslava.
Com o jovem Petrović como a estrela da equipa, Šibenka chegou à final da Taça FIVA Radivoj Korać por duas vezes (1981-82 e 1982-83), perdendo para o Limoges CSP ambas as vezes.
Em 1983, Petrović, de 18 anos, acertou os dois lances livres que deu a vitória do Šibenka sobre Bosna na Final do Campeonato Jugoslavo, mas o título foi retirado no dia seguinte pela federação nacional de basquetebol por causa de irregularidades.

## Estrelato europeu

### Cibona
Depois de um ano de serviço obrigatório nas forças armadas, Petrović juntou-se ao irmão e mudou-se para o KK Cibona para formar, naquela época, a melhor dupla de defesa na Europa. No primeiro ano no Cibona, ele ganhou o Campeonato da Jugoslávia e a Copa Nacional da Jugoslávia. A vitória por 87-78 sobre o Real Madrid para o qual Petrović contribuiu com 36 pontos, levou a equipe ao seu primeiro título na Euroliga. O segundo veio no ano seguinte, quando Petrović marcou 22 pontos e o Cibona derrotou o BC Žalgiris do lendário Arvydas Sabonis. O mesmo ano trouxe outro título de campeão nacional para o Cibona, enquanto Petrović marcou 46 pontos na final. Em 1987, Petrović conquistou o seu terceiro troféu europeu: o título da Copa Saporta contra o Victoria Libertas Pesaro, ele contribuiu com 28 pontos.
A média de pontos de Petrović durante os quatro anos no Cibona situou-se nos 37,7 pontos na Primeira Divisão Jugoslava e 33,8 pontos nas competições europeias em que participou. Suas melhores pontuações foram 112 pontos na Liga Jugoslava e 62 pontos no campeonato europeu, Copa Korać. Suas pontuações geralmente ficavam entre 40, 50 e até 60 pontos em um único jogo; em um jogo da Euroliga de 1985-86 contra o Limoges, Petrović acertou dez arremessos de três pontos, com um total de 51 pontos e 10 assistências; Na mesma temporada, ele teve um jogo de 45 pontos e 25 assistências contra o Olimpia Milão.
Ele precisava de novos desafios que a Cibona e a Liga da Jugoslávia não poderiam oferecer. O Portland Trail Blazers da NBA já havia o selecionado na terceira rodada do Draft de 1986, mas ele decidiu adiar sua saída para os Estados Unidos. Em 1988, ele assinou com o Real Madrid, por cerca de US$ 4 milhões. As leis esportivas iugoslavas estipulavam que os jogadores não poderiam se mudar profissionalmente para o exterior até os 28 anos de idade, mas Petrović tinha apenas 23 anos quando assinou contrato com o Real Madrid. Em 2014, José Antonio Arízaga, o agente desportivo de Petrović, relembrou alguns detalhes desta transação: "Falei com Mirko Novosel, treinador do Cibona, e ele disse-me que todo problema na Jugoslávia podia ser resolvido com a quantia certa de dinheiro e que se Dražen sair, todos os outros jogadores com menos de 28 anos vão querer sair e vai ser o caos. Você pode imaginar todos os indivíduos que eu tive que subornar e todos os lugares onde eu tinha que pagar para contornar essa lei".

### Real Madrid
A temporada de 1988-89 viu Petrovic usar as cores do Real Madrid. Apesar de terem perdido o Campeonato Espanhol para o FC Barcelona, Petrović ajudou o Real a conquistar o título da Copa do Rei da Espanha sobre seus rivais catalães. Petrović também levou o clube ao seu título da Copa Saporta vencendo o Juvecaserta Basket na final, ele contribuiu com 62 pontos (Seu melhor desempenho nas competições europeias). Sua primeira temporada na ACB também foi sua última, mas ele ainda detém os melhores desempenhos da ACB em um jogo da série final em pontos feitos (42) e três pontos (8).
Motivado pelo desafio e pressionado pelo Trail Blazers, que o selecionou em 1986, Petrović finalmente decidiu tentar se estabelecer na NBA. Ele deixou a Espanha de forma abrupta no final da temporada; Os Blazers ajudaram a comprar seu contrato com o Real e Petrović se juntou aos Blazers para a temporada de 1989–90.

## Carreira na NBA

### Portland Trail Blazers
Os Blazers trouxeram Petrović para a equipe para ser principalmente um arremessador de três pontos. No esquema ofensivo dos Blazers, ele deveria se posicionar atrás da linha, receber a bola e arremessá-la. Para piorar as coisas, os Blazers já tinham uma rotação completa de Ala-armador com Clyde Drexler, Terry Porter e o veterano Danny Young como reserva. Conseqüentemente, o atual Jogador Europeu do Ano pela La Gazzetta dello Sport teve um tempo de jogo limitado.
Em seu ano de estreia durante a temporada de 1989-90, ele alcançou um média de 7,4 pontos em 12 minutos. Na temporada seguinte, o veterano Danny Ainge foi adicionado à equipe e o tempo de jogo de Petrović caiu para 7 minutos por jogo.
Em muitas declarações feitas antes de chegar a Portland, Petrović disse que a falta de tempo de jogo era o único obstáculo possível ao seu sucesso na NBA. Sua falta de tempo durante sua segunda temporada na liga trouxe a frustração de Petrović ao clímax: "Não tenho mais nada a dizer a Adelman (O treinador dos Trail Blazzer) e vice-versa. Dezoito meses se passaram, tempo demais. Tenho que partir para provar o quanto eu valho. Nunca em minha vida me sentei no banco e não pretendo fazer isso em Portland."
Por sua insistência, Petrović foi trocado com o New Jersey Nets em troca de uma escolha de primeira rodada no draft seguinte.

### New Jersey Nets

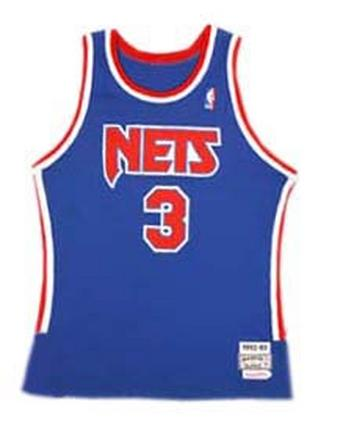
Camisa dos Nets de Dražen Petrović; seu número 3 foi aposentado pela equipe após sua morte.

Em 23 de janeiro de 1991, Petrović tornou-se membro do New Jersey Nets. Ele se juntou a uma equipe que não havia chegado aos playoffs desde 1986, mas tinha o novato Derrick Coleman, a seleção número um do Draft de 1990. Sua pontuação nos jogos restantes aumentou para 12,6 pontos por jogo, um dos melhores índices de pontos por minuto da liga.
Na temporada seguinte, ele e Coleman foram acompanhados por Kenny Anderson, dando à equipe uma terceira nova adição talentosa. Petrović foi titular na temporada de 1991-92, sua primeira temporada completa com os Nets. Petro, como os americanos o haviam apelidado, não perdeu um único jogo. Sua determinação, trabalho duro e agressividade o estabeleceram como líder de equipe. Em 36,9 minutos, ele alcançou a média de 20,6 pontos. Mais importante, seu sucesso se traduz em sucesso para a equipe com os Nets indo para os playoffs, registrando mais 14 vitórias que no ano anterior.
Na temporada seguinte, Petrović aumentou sua média de pontuação para 22,3 pontos. Em 6 de dezembro, ele foi nomeado MVP da semana. A mídia americana o homenageou com uma seleção para a Terceira-Equipe All-NBA. No entanto, ele não recebeu um convite para o jogo All-Star Game de 1993. Entre os 13 melhores marcadores da temporada da NBA, ele foi o único a não ser convidado.

## Estatísticas

### Temporada regular
| Ano      | Time       | PJ  | MPJ  | AP   | 3P   | LL   | RT  | AS  | BR  | TO | PPJ  |
| -------- | ---------- | --- | ---- | ---- | ---- | ---- | --- | --- | --- | -- | ---- |
| 1989–90  | Portland   | 77  | 12.6 | .485 | .459 | .844 | 1.4 | 1.5 | .3  | .0 | 7.6  |
| 1990–91  | Portland   | 18  | 7.4  | .451 | .167 | .682 | 1.0 | 1.1 | .3  | .0 | 4.4  |
| 1990–91  | New Jersey | 43  | 20.5 | .500 | .373 | .861 | 2.1 | 1.5 | .9  | .0 | 12.6 |
| 1991–92  | New Jersey | 82  | 36.9 | .508 | .444 | .808 | 3.1 | 3.1 | 1.3 | .1 | 20.6 |
| 1992–93  | New Jersey | 70  | 38.0 | .518 | .449 | .870 | 2.7 | 3.5 | 1.3 | .2 | 22.3 |
| Carreira | Carreira   | 290 | 26.4 | .506 | .437 | .841 | 2.3 | 2.4 | .9  | .1 | 15.4 |

### Playoffs
| Ano      | Time       | PJ | MPJ  | AP   | 3P   | LL   | RT  | AS  | BR  | TO | PPJ  |
| -------- | ---------- | -- | ---- | ---- | ---- | ---- | --- | --- | --- | -- | ---- |
| 1990     | Portland   | 20 | 12.7 | .440 | .313 | .583 | 1.6 | 1.0 | .3  | .0 | 6.1  |
| 1992     | New Jersey | 4  | 40.8 | .539 | .333 | .846 | 2.5 | 3.3 | 1.0 | .3 | 24.3 |
| 1993     | New Jersey | 5  | 38.6 | .455 | .333 | .800 | 1.8 | 1.8 | .4  | .0 | 15.6 |
| Carreira | Carreira   | 29 | 21.0 | .474 | .324 | .696 | 1.8 | 1.4 | .4  | .0 | 10.2 |

## Carreira na seleção

### Iugoslávia

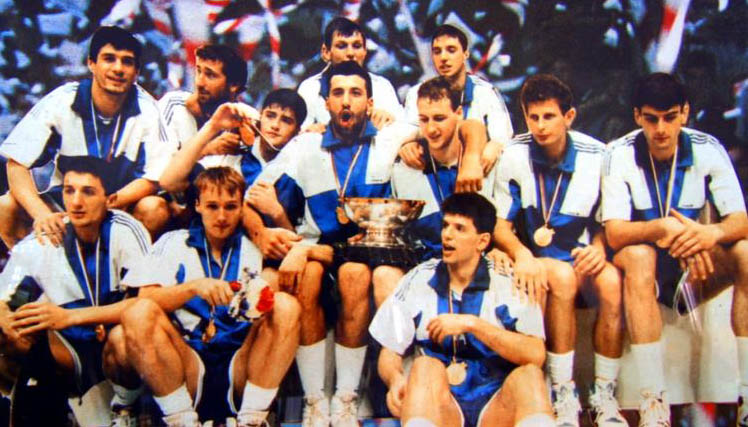
Petrovic (primeiro da direita, no fundo) com a equipe da Iugoslávia que venceu o EuroBasket de 1989, realizado na Iugoslávia.

A estreia de Petrović na Seleção Iugoslava veio aos 15 anos no Campeonato dos Balcãs Sub-18, na Turquia, onde a equipa júnior da Jugoslávia ganhou o bronze. O jovem jogou regularmente pela seleção iugoslava nos Campeonatos dos Balcãs, ganhando também medalhas de ouro com a equipe júnior e prata com a equipe sênior. Ele também ganhou a medalha de prata do EuroBasket Sub-18 em 1982 na Bulgária.
Os Jogos Olímpicos de Verão de 1984 foram a primeira competição de grande escala de Petrović com a seleção nacional e a medalha de bronze conquistada em Los Angeles naquele verão tornou-se a sua primeira medalha olímpica. O terceiro lugar também foi conquistado no Campeonato Mundial de Basquetebol Masculino de 1986. No EuroBasket de 1987, Petrović novamente ficou com o bronze, com a Iugoslávia perdendo para os anfitriões e medalhistas de ouro, Grécia. Na Universíade, realizado em Zagreb em 1987, viram a equipe Jugoslava ganhar o ouro. Nos Jogos Olímpicos de 1988, a Iugoslávia e Petrović conquistaram o 2º lugar, perdendo para a União Soviética.
No EuroBasket de 1989 em Zagreb, a jovem equipe Jugoslava foi campeão derrotando a Grécia na final. Petrović foi o segundo melhor marcador do torneio e o MVP. No ano seguinte, no verão entre as duas temporadas mais frustrantes de sua carreira profissional, enquanto lutava para jogar com o Trail Blazers, Petrović novamente fez história com a seleção, já que a Iugoslávia se tornou campeã mundial, depois de derrotar a União Soviética em Buenos Aires no Campeonato Mundial de Basquetebol Masculino de 1990.

### Croácia

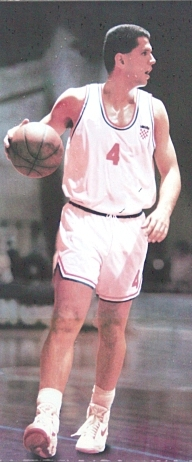
Petrović jogando com a seleção croata.

Os Jogos Olímpicos de 1992 em Barcelona, marcaram os primeiros Jogos Olímpicos com a Croácia independente e Petrović foi o líder da Seleção Croata de Basquetebol.
Na final olímpica, eles enfrentaram o Dream Team, incentivados pela competitividade e confiança de Petrović, os croatas tiveram bons resultados nos primeiros dez minutos do jogo com uma vantagem de 25-23. À medida que o jogo avançava, entretanto, a lendária equipa composta por estrelas da NBA provou ser demasiado dura para a Croácia: os americanos venceram por 117–85.
No período em que Petrović jogou pela seleção croata (de 1992 a 1993), ele jogou em 40 jogos e marcou 1 002 pontos. Sua pontuação mais alta foi contra a Estônia em 31 de Maio de 1993 (48 pontos).

## Morte e legado
No verão de 1993, depois de sua melhor temporada na NBA e da eliminação na primeira rodada dos playoffs, Petrović viajou para Berlim, onde a seleção croata estava disputando um torneio de qualificação para o EuroBasket de 1993. Petrović decidiu pular o voo de conexão para Zagreb e dirigir com a namorada de volta para a Croácia.

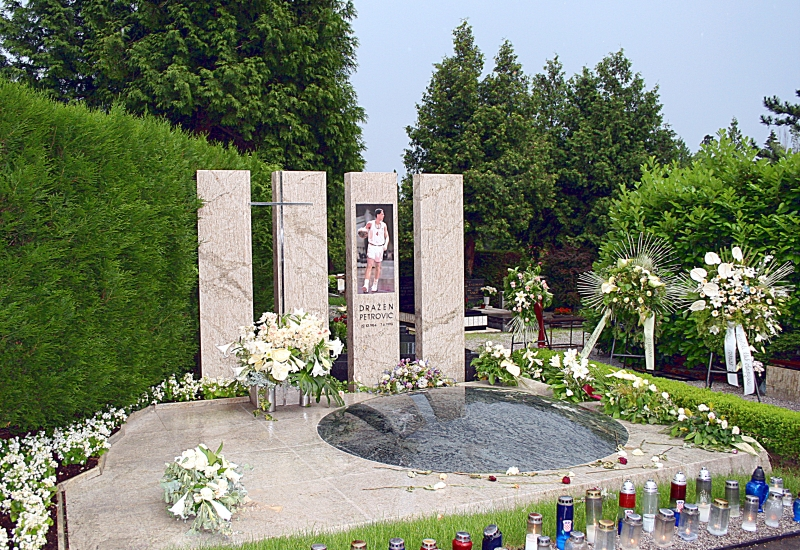
O túmulo de Dražen Petrović em Mirogoj, Zagreb.

Petrović morreu em um acidente de trânsito por volta das 17h20 da segunda-feira, 7 de junho de 1993, quatro meses e meio antes do seu 29º aniversário. Ele era um passageiro em um carro em Denkendorf perto de Ingolstadt, no estado alemão da Baviera. O acidente o matou e deixou a motorista, Klara Szalantzy, uma modelo húngara com quem Petrović estava romanticamente envolvido, e Hilal Edebal, uma jogadora de basquete turca, com ferimentos graves. Foi estabelecido que a visibilidade na estrada era muito fraca e que Petrović não estava afivelado com o cinto de segurança.

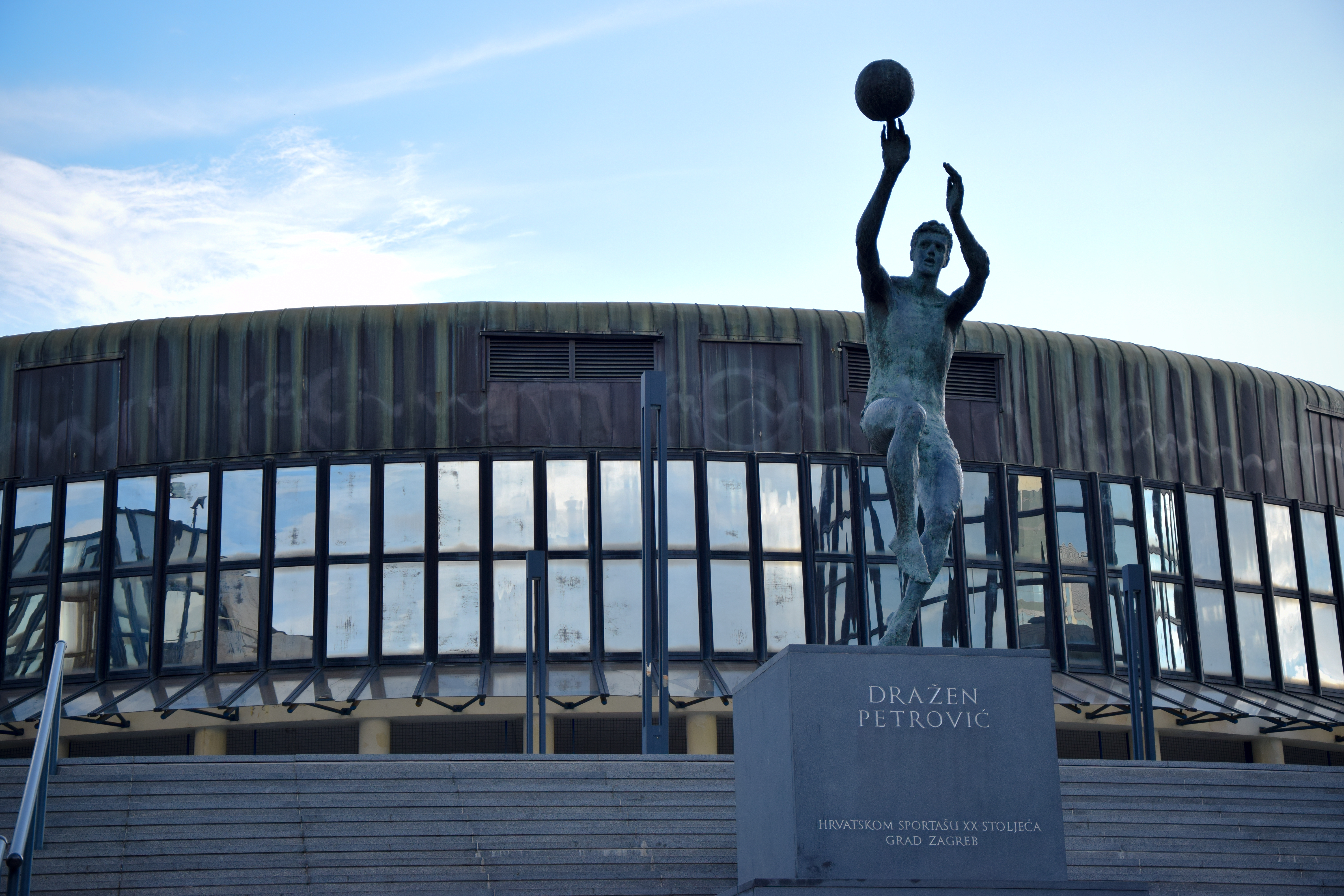
Estátua de Petrović no Dražen Petrović Basketball Hall.

O túmulo de Petrović no Cemitério Mirogoj tornou-se instantaneamente um santuário para os seus compatriotas. O estádio do Cibona foi renomeado para Dražen Petrović Basketball Hall em 4 de outubro de 1993 e a cidade de Zagreb dedicou uma praça em seu nome.
Os Nets aposentaram a sua camisa número 3 em 11 de novembro de 1993. Depois de 1994, o prêmio de MVP no McDonald's Championship ganhou o nome de Troféu Dražen Petrović e o prêmio do Comitê Olímpico Croata para jovens atletas foi nomeado em sua homenagem em 2006. Em 29 de abril 1995, uma estátua comemorativa de Petrović foi erguida em frente ao Museu Olímpico em Lausanne, na Suíça, tornando-o apenas o segundo atleta a receber essa honra.
Petrovic foi introduzido postumamente no Basketball Hall of Fame em 2002. Em 2006, o 13º aniversário da morte de Petrović foi marcado pela abertura do Centro Memorial Dražen Petrović em Zagreb, dedicado à sua vida e realizações. Petrović foi consagrado no Hall da Fama da FIBA em 2007.
O documentário de 2010, Once Brothers, da ESPN, retrata as conquistas da Seleção Jugoslava no final dos anos 80 e início dos anos 90, e como as guerras iugoslavas dividiram a equipe. O documentário explora principalmente o fim da amizade entre Petrović e Vlade Divac.

## Realizações e prêmios

### Clubes
- Euroliga: 1985, 1986
- Copa Saporta: 1985, 1986
- Liga Iugoslava de Basquetebol: 1985, 1986
- Copa Iuguslava de Basquetebol: 1985, 1986, 1988
- Copa do Rei de Basquete: 1989

#### Pessoal
- Primeira Liga Iugoslava: Mais pontos marcados (112).
- Liga Espanhola: Mais pontos marcados em um jogo da série final (42).[25]
- Liga Espanhola: Mais arremessos de 3 pontos feitos em um jogo da série final (8).

### Seleção
- Campeonato Mundial de Basquetebol Masculino: 1990
- EuroBasket: 1989
- Universíade: 1987
- Campeonato dos Balcãs Sub-18: 1981, 1981

#### Pessoal
- Melhor Jogador do Campeonato dos Bálcãs: 1982
- MVP da Copa do Mundo da FIBA: 1986
- MVP do FIBA EuroBasket: 1989